# 石川渓月
石川 渓月（いしかわ けいげつ、1957年 -）は、日本の小説家・推理作家。東京都生まれ。早稲田大学教育学部卒業。
大学在学中は競走部に所属し長距離走を専門とする（瀬古利彦とは同期生）。50歳を過ぎて「本気で“小説”というものに挑戦したい」と思い、2008年から若桜木虔のメール通信添削講座を受ける。2010年、『煙が目にしみる』（応募時のタイトルは「ハッピーエンドは嵐の予感」）で第14回日本ミステリー文学大賞新人賞を受賞。2011年、同作でデビュー。落語家の瀧川蛙朝は息子。

## 作品

### 単行本
- 煙が目にしみる（2011年2月 光文社 / 2013年3月 光文社文庫）
- 烈風の港（2012年12月 光文社 / 2015年7月 光文社文庫）
- 清流の宴（2014年9月 光文社）
- よりみち酒場 灯火亭（2016年12月 光文社文庫）

### 雑誌掲載短編
- 微笑みの理由（光文社『小説宝石』2011年6月号）